# Tipulidomima tessmanni
Tipulidomima tessmanni är en tvåvingeart som beskrevs av Townsend 1933. Tipulidomima tessmanni ingår i släktet Tipulidomima och familjen parasitflugor.
Artens utbredningsområde är Ekvatorialguinea. Inga underarter finns listade i Catalogue of Life.